# PragmaDev Process
 (février 2020).
PragmaDev Process est un éditeur, un exécuteur et un explorateur  de modèles BPMN. C'est le résultat d'un projet de recherche financé par la DGA (Direction générale de l'armement) appelé VeriMoB qui avait pour objectif la vérification des modèles BPMN issus des modèles NAF (NATO Architecture Framework),,.

## Fonctionnalités

### Exécuteur
L’éditeur PragmaDev Process peut exécuter les modèles BPMN pas à pas en s'appuyant sur la sémantique du standard. Les flux exécutables sont affichés dans l'éditeur et l'utilisateur peut alors vérifier que le comportement est celui attendu. Une trace graphique peut être générée et rejouée manuellement pas à pas ou automatiquement.

### Explorateur
PragmaDev Process peut explorer automatiquement tous les chemins possibles du modèle de processus métier. Pour cela il se connecte à l'outil OBP (Observer Based Prover) de l'ENSTA Bretagne (École nationale supérieure de techniques avancées Bretagne). Une propriété peut être vérifiée pour tous les scénarios automatiquement joués lors de l'exploration. La propriété peut être exprimée graphiquement sous forme de PSC (Property Sequence Chart) ou textuellement en GPSL (Generic Property Specification Language). En l'absence de propriété, à l'issue de l'exploration, un index de complexité est produit.

## PragmaDev
L'éditeur de PragmaDev Process est la société privée PragmaDev. PragmaDev a été créée en 2001 et est située à Paris en France.